# AMD PowerTune
AMD PowerTune — це серія технологій динамічного масштабування частоти, вбудованих у деякі графічні процесори та APU AMD, які дозволяють програмам динамічно змінювати тактову частоту процесора (до різних P-станів). Це дозволяє процесору задовольнити миттєві потреби в продуктивності виконуваної операції, мінімізуючи споживання енергії, виділення тепла та уникнення шуму. AMD PowerTune має на меті вирішити проблеми, пов’язані з тепловою схемою, потужністю та продуктивністю.
Крім зниження споживання енергії, AMD PowerTune допомагає знизити рівень шуму, створюваного охолодженням у настільних комп’ютерах, і продовжує термін служби акумулятора в мобільних пристроях. AMD PowerTune є наступником AMD PowerPlay.
Підтримка «PowerPlay» була додана до ядра Linux драйвером «amdgpu» 11 листопада 2015 року.
Як показує лекція CCC у 2014 році, мікропрограмне забезпечення AMD x86-64 SMU виконується на деяких LatticeMico32, а PowerTune було змодельовано за допомогою Matlab. Це схоже на PDAEMON від Nvidia, ОСРЧ, що відповідає за живлення їхніх графічних процесорів.

## Опис

Архітектура PowerTune, версії, яка була представлена з GCN1.1-чипами, такими як Bonaire

AMD PowerTune був представлений в TeraScale 3 (VLIW4) з Radeon HD 6900 15 грудня 2010 року і з тих пір доступний на різних етапах розробки на продуктах під брендами Radeon і AMD FirePro.
Протягом багатьох років AnandTech публікувала огляди, які документують розробку AMD PowerTune.
З часів серії Radeon HD 7000 стала доступна додаткова технологія під назвою AMD ZeroCore Power, яка реалізує мікроархітектуру Graphics Core Next.
Безглуздість фіксованої тактової частоти була акредитована в січні 2014 року компанією SemiAccurate.

## Підтримка операційної системи

Підтримка PowerTune для ядро Linux міститься в драйвері пристрою amdgpu.

AMD Catalyst який доступний для Microsoft Windows і Linux, підтримує AMD PowerTune.
Безкоштовний драйвер графічного пристрою Radeon з відкритим вихідним кодом має певну підтримку для AMD PowerTune

### Огляд функцій AMD APU
У наступній таблиці наведено особливості AMD APU (див. також: Список AMD APU).
| Марка                                                 | Llano                      | Trinity                    | Richland                   | Kaveri                                     | Carrizo                                    | Bristol Ridge         | Raven Ridge           | Picasso               | Renoir                | Cezane                |                 | Desna, Ontario, Zacate | Kabini, Temash  | Beema, Mullins  | Carrizo-L           | Stoney Ridge    | Dalí    |
| ----------------------------------------------------- | -------------------------- | -------------------------- | -------------------------- | ------------------------------------------ | ------------------------------------------ | --------------------- | --------------------- | --------------------- | --------------------- | --------------------- | --------------- | ---------------------- | --------------- | --------------- | ------------------- | --------------- | ------- |
| Платформа                                             | Стаціонарна, Мобільна      | Стаціонарна, Мобільна      | Стаціонарна, Мобільна      | Стаціонарна, Мобільна                      | Стаціонарна, Мобільна                      | Стаціонарна, Мобільна | Стаціонарна, Мобільна | Стаціонарна, Мобільна | Стаціонарна, Мобільна | Стаціонарна, Мобільна | Ультра мобільна | Ультра мобільна        | Ультра мобільна | Ультра мобільна | Ультра мобільна     | Ультра мобільна |         |
| Дата релізу                                           | Серп 2011                  | Жовт 2012                  | Черв 2013                  | Черв 2014                                  | Черв 2015                                  | Черв 2016             | Жовт 2017             | Січ 2019              | Берез 2020            | Січ 2021              | Січ 2011        | Трав 2013              | Квіт 2014       | Трав 2015       | Лют 2016            | Квіт 2019       |         |
| Fab (нм)                                              | GlobalFoundries, 32 нм SOI | GlobalFoundries, 32 нм SOI | GlobalFoundries, 32 нм SOI | 28                                         | 28                                         | 28                    | 14                    | 12                    | TSMC 7 нм             | TSMC 7 нм             | TSMC 40 нм      | 28                     | 28              | 28              | 28                  | 14              |         |
| Розмір (мм2)                                          | 228                        | 246                        | 246                        | 245                                        | 245                                        | 250                   | 210                   | 210                   | 156                   | 180                   | 75 (+ 28 FCH)   | 107                    | 107             | Н/Д             | 125                 | 149             |         |
| Сокети                                                | FM1, FS1                   | FM2, FS1+, FP2             | FM2, FS1+, FP2             | FM2+, FP3                                  | FP4, FM2+, AM4                             | FP4, AM4              | FP5, AM4              | FP5, AM4              | FP6, AM4              | FP6, AM4              | FT1             | AM1, FT3               | FT3b            | FT3b            | FP4                 | FP5             |         |
| Архітектура процесорів                                | AMD K10                    | Piledriver                 | Piledriver                 | Steamroller                                | Excavator                                  | Excavator+            | Zen                   | Zen+                  | Zen 2                 | Zen 3                 | Bobcat          | Jaguar                 | Puma            | Puma+           | Excavator+          | Zen             |         |
| Максимальна підтримка DRAM                            | DDR3-1866                  | DDR3-1866                  | DDR3-2133                  | DDR3-2133                                  | DDR3-2133 DDR4-2400                        | DDR4-2400             | DDR4-2993             | DDR4-2993             | LPDDR4-4266 DDR4-3200 | LPDDR4-4266 DDR4-3200 | DDR3L-1333      | DDR3L-1600             | DDR3L-1866      | DDR3L-1866      | DDR3-1866 DDR4-2400 | DDR4-2400       |         |
| 3D рушій1                                             | TeraScale 2 (VLIW5)        | TeraScale 3 (VLIW4)        | TeraScale 3 (VLIW4)        | Graphics Core Next 2 (GCN 2) (Mantle, HSA) | Graphics Core Next 2 (GCN 2) (Mantle, HSA) | GCN 3                 | GCN 3                 | GCN 5                 | GCN 5                 | GCN 5                 | GCN 5           | TeraScale 2 (VLIW5)    | GCN 2           | GCN 2           | GCN 2               | GCN 3           | GCN 5   |
| 3D рушій1                                             | 400:20:8                   | 384:24:6                   | 384:24:6                   | 512:32:8                                   | 512:32:8                                   | 512:32:8              | 704:44:16             | 704:44:16             | 512:32:8              | 512:32:8              | 80:8:4          | 128:8:4                | 128:8:4         | 128:8:4         | До 192:?:?          | До 192:?:?      |         |
| 3D рушій1                                             | IOMMUv1                    | IOMMUv1                    | IOMMUv1                    | IOMMUv2                                    | IOMMUv2                                    | IOMMUv2               | IOMMUv2               | IOMMUv2               | IOMMUv2               | IOMMUv2               | IOMMUv1         | IOMMUv1                | IOMMUv1         | Н/Д             | Н/Д                 | IOMMUv2         |         |
| Уніфікований Відео Декодер                            | UVD 3                      | UVD 3                      | UVD 3                      | UVD 4.2                                    | UVD 6                                      | UVD 6                 | VCN 1.0               | VCN 1.0               | VCN 2.1               | VCN 2.2               | UVD 3           | UVD 4                  | UVD 4.2         | UVD 6.0         | UVD 6.3             | VCN 1.0         | VCN 1.0 |
| Рушій Відео Кодування                                 | Н/Д                        | VCE 1.0                    | VCE 1.0                    | VCE 2.0                                    | VCE 3.1                                    | VCE 3.1               | VCN 1.0               | VCN 1.0               | VCN 2.1               | VCN 2.2               | Н/Д             | VCE 2.0                | VCE 2.0         | VCE 3.1         | VCE 3.1             |                 |         |
| Режим енергозбереження графічного процесора           | PowerPlay                  | PowerTune                  | PowerTune                  | PowerTune                                  | PowerTune                                  | PowerTune             | PowerTune             | PowerTune             | PowerTune             | PowerTune             | PowerPlay       | PowerTune              | PowerTune       | PowerTune       | PowerTune           | PowerTune       |         |
| Максимальна кількість дисплеїв, які можна підключити2 | 2–3                        | 2–4                        | 2–4                        | 2–4                                        | 3                                          | 3                     | 3                     | 3                     | 4                     | 4                     | 2               | 2                      | 2               | 2               | 3                   | 4               |         |
| AMD FreeSync                                          | Н/Д                        | Н/Д                        | Н/Д                        | Так                                        | Так                                        | Так                   | Так                   | Так                   | Так                   |                       | Н/Д             | Так                    | Так             | Так             | Так                 | Так             |         |
| AMD TrueAudio                                         | Н/Д                        | Н/Д                        | Н/Д                        | Так                                        | Так                                        | Так                   | Так                   | Так                   | Так                   |                       | Н/Д             | Так                    | Так             | Так             | Так                 | Так             |         |
| /drm/radeon                                           | Так                        | Так                        | Так                        | Так                                        | Так                                        | Так                   | Н/Д                   | Н/Д                   | Н/Д                   | Н/Д                   | Н/Д             | Так                    | Так             | Так             | Так                 | Н/Д             | Н/Д     |
| /drm/amdgpu                                           | Н/Д                        | Н/Д                        | Н/Д                        | [ 21 ]                                     | [ 21 ]                                     | Так                   | Так                   | Так                   | Так                   | Так                   | Так             | Н/Д                    | [ 21 ]          | [ 21 ]          | [ 21 ]              | Так             | Так     |

- 1 Уніфікованих шейдерів : Texture mapping units : Render output units
- 2 Для підтримки більше 2-х дисплеїв необхідно скористуватися додатковою панеллю із портом DisplayPort.[22] Також можна використовувати активні адаптери DisplayPort-to-DVI/HDMI/VGA

1. 1 2  DRM (Direct Rendering Manager) — компонент ядра Linux. Підтримка, вказана у таблиці, стосується найостаннішої версії.

### Огляд функцій для відеокарт AMD
У наступній таблиці показано особливості графічних процесорів AMD/ATI (див. також: Список графічних процесорів AMD).
| Назва серії відеокарт             | Wonder            | Mach              | 3D Rage           | Rage Pro          | Rage 128          | R100              | R200                                    | R300                                    | R400                                    | R500                                    | R600                             | RV670                            | R700                             | Evergreen                          | Northern Islands                   | Southern Islands                 | Sea Islands                                                     | Volcanic Islands                                                | Arctic Islands/Polaris                                          | Vega                                                            | Navi                                  | Navi 2X                               |         |
| --------------------------------- | ----------------- | ----------------- | ----------------- | ----------------- | ----------------- | ----------------- | --------------------------------------- | --------------------------------------- | --------------------------------------- | --------------------------------------- | -------------------------------- | -------------------------------- | -------------------------------- | ---------------------------------- | ---------------------------------- | -------------------------------- | --------------------------------------------------------------- | --------------------------------------------------------------- | --------------------------------------------------------------- | --------------------------------------------------------------- | ------------------------------------- | ------------------------------------- | ------- |
| Дата виходу                       | 1986              | 1991              | 1996              | 1997              | 1998              | квітень 2000      | серпень 2001                            | вересень 2002                           | травень 2004                            | жовтень 2005                            | травень 2007                     | листопад 2007                    | липень 2008                      | вересень 2009                      | жовтень 2010                       | січень 2012                      | вересень 2013                                                   | червень 2015                                                    | червень 2016                                                    | червень 2017                                                    | липень 2019                           | листопад 2020                         |         |
| Маркетингова назва                | Wonder            | Mach              | 3D Rage           | Rage Pro          | Rage              | Radeon 7000       | Radeon 8000                             | Radeon 9000                             | Radeon X700/X800                        | Radeon X1000                            | Radeon HD 1000/2000              | Radeon HD 3000                   | Radeon HD 4000                   | Radeon HD 5000                     | Radeon HD 6000                     | Radeon HD 7000                   | Radeon Rx 200                                                   | Radeon Rx 300                                                   | Radeon RX 400/500                                               | Radeon RX Vega/Radeon VII (7 нм)                                | Radeon RX 5000                        | Radeon RX 6000                        |         |
| Підтримується AMD                 | Ended             | Ended             | Ended             | Ended             | Ended             | Ended             | Ended                                   | Ended                                   | Ended                                   | Ended                                   | Ended                            | Ended                            | Ended                            | Ended                              | Ended                              | Ended                            | Ended                                                           | Ended                                                           | Current                                                         | Current                                                         | Current                               | Current                               | Current |
| Вид графіки                       | 2D                | 2D                | 3D                | 3D                | 3D                | 3D                | 3D                                      | 3D                                      | 3D                                      | 3D                                      | 3D                               | 3D                               | 3D                               | 3D                                 | 3D                                 | 3D                               | 3D                                                              | 3D                                                              | 3D                                                              | 3D                                                              | 3D                                    | 3D                                    |         |
| Архітектура                       | Не розголошується | Не розголошується | Не розголошується | Не розголошується | Не розголошується | Не розголошується | Не розголошується                       | Не розголошується                       | Не розголошується                       | Не розголошується                       | TeraScale система команд         | TeraScale система команд         | TeraScale система команд         | TeraScale система команд           | TeraScale система команд           | GCN система команд               | GCN система команд                                              | GCN система команд                                              | GCN система команд                                              | GCN система команд                                              | RDNA система команд                   | RDNA система команд                   |         |
| Мікроархітектура                  | Не розголошується | Не розголошується | Не розголошується | Не розголошується | Не розголошується | Не розголошується | Не розголошується                       | Не розголошується                       | Не розголошується                       | Не розголошується                       | TeraScale 1                      | TeraScale 1                      | TeraScale 1                      | TeraScale 2 (VLIW5)                | TeraScale 3 (VLIW4)                | GCN 1st gen                      | GCN 2nd gen                                                     | GCN 3rd gen                                                     | GCN 4th gen                                                     | GCN 5th gen                                                     | RDNA                                  | RDNA 2                                |         |
| Тип                               | Fixed pipeline    | Fixed pipeline    | Fixed pipeline    | Fixed pipeline    | Fixed pipeline    | Fixed pipeline    | Програмовані конвеєри пікселів і вершин | Програмовані конвеєри пікселів і вершин | Програмовані конвеєри пікселів і вершин | Програмовані конвеєри пікселів і вершин | Уніфікована шейдерна архітектура | Уніфікована шейдерна архітектура | Уніфікована шейдерна архітектура | Уніфікована шейдерна архітектура   | Уніфікована шейдерна архітектура   | Уніфікована шейдерна архітектура | Уніфікована шейдерна архітектура                                | Уніфікована шейдерна архітектура                                | Уніфікована шейдерна архітектура                                | Уніфікована шейдерна архітектура                                | Уніфікована шейдерна архітектура      | Уніфікована шейдерна архітектура      |         |
| Direct3D                          | Н/Д               | Н/Д               | 5.0               | 6.0               | 6.0               | 7.0               | 8.1                                     | 9.0 11 (9_2)                            | 9.0b 11 (9_2)                           | 9.0c 11 (9_3)                           | 10.0 11 (10_0)                   | 10.1 11 (10_1)                   | 10.1 11 (10_1)                   | 11 (11_0)                          | 11 (11_0)                          | 11 (11_1) 12 (11_1)              | 11 (12_0) 12 (12_0)                                             | 11 (12_0) 12 (12_0)                                             | 11 (12_0) 12 (12_0)                                             | 11 (12_1) 12 (12_1)                                             | 11 (12_1) 12 (12_1)                   | 11 (12_1) 12 (12_2)                   |         |
| Shader model                      | Н/Д               | Н/Д               | Н/Д               | Н/Д               | Н/Д               | Н/Д               | 1.4                                     | 2.0+                                    | 2.0b                                    | 3.0                                     | 4.0                              | 4.1                              | 4.1                              | 5.0                                | 5.0                                | 5.1                              | 5.1 6.3                                                         | 5.1 6.3                                                         | 5.1 6.3                                                         | 6.4                                                             | 6.4                                   | 6.5                                   |         |
| OpenGL                            | Н/Д               | Н/Д               | Н/Д               | 1.1               | 1.2               | 1.3               | 1.3                                     | 2.1                                     | 2.1                                     | 2.1                                     | 3.3                              | 3.3                              | 3.3                              | 4.5 (на Linux: 4.5 (Mesa 3D 21.0)) | 4.5 (на Linux: 4.5 (Mesa 3D 21.0)) | 4.6 (на Linux: 4.6 (Mesa 20.0))  | 4.6 (на Linux: 4.6 (Mesa 20.0))                                 | 4.6 (на Linux: 4.6 (Mesa 20.0))                                 | 4.6 (на Linux: 4.6 (Mesa 20.0))                                 | 4.6 (на Linux: 4.6 (Mesa 20.0))                                 | 4.6 (на Linux: 4.6 (Mesa 20.0))       | 4.6 (на Linux: 4.6 (Mesa 20.0))       |         |
| Vulkan                            | Н/Д               | Н/Д               | Н/Д               | Н/Д               | Н/Д               | Н/Д               | Н/Д                                     | Н/Д                                     | Н/Д                                     | Н/Д                                     | Н/Д                              | Н/Д                              | Н/Д                              | Н/Д                                | Н/Д                                | 1.0 (Win 7+ або Mesa 17+)        | 1.2 (Adrenalin 20.1, Linux Mesa 20.0)                           | 1.2 (Adrenalin 20.1, Linux Mesa 20.0)                           | 1.2 (Adrenalin 20.1, Linux Mesa 20.0)                           | 1.2 (Adrenalin 20.1, Linux Mesa 20.0)                           | 1.2 (Adrenalin 20.1, Linux Mesa 20.0) | 1.2 (Adrenalin 20.1, Linux Mesa 20.0) |         |
| OpenCL                            | Н/Д               | Н/Д               | Н/Д               | Н/Д               | Н/Д               | Н/Д               | Н/Д                                     | Н/Д                                     | Н/Д                                     | Н/Д                                     | Close to Metal                   | Close to Metal                   | 1.1                              | 1.2                                | 1.2                                | 1.2                              | 2.0 (Adrenalin драйвер на Win7+) (1.2 на Linux, 2.1 з AMD ROCm) | 2.0 (Adrenalin драйвер на Win7+) (1.2 на Linux, 2.1 з AMD ROCm) | 2.0 (Adrenalin драйвер на Win7+) (1.2 на Linux, 2.1 з AMD ROCm) | 2.0 (Adrenalin драйвер на Win7+) (1.2 на Linux, 2.1 з AMD ROCm) | 2.0                                   | 2.1                                   |         |
| HSA / ROCm                        | Н/Д               | Н/Д               | Н/Д               | Н/Д               | Н/Д               | Н/Д               | Н/Д                                     | Н/Д                                     | Н/Д                                     | Н/Д                                     | Н/Д                              | Н/Д                              | Н/Д                              | Н/Д                                | Н/Д                                | Так                              | Так                                                             | Так                                                             | Так                                                             | Так                                                             | ?                                     | ?                                     |         |
| Декодування відео ASIC            | Н/Д               | Н/Д               | Н/Д               | Н/Д               | Н/Д               | Н/Д               | Н/Д                                     | Н/Д                                     | Н/Д                                     | Н/Д                                     | Avivo/UVD                        | UVD+                             | UVD 2                            | UVD 2.2                            | UVD 3                              | UVD 4                            | UVD 4.2                                                         | UVD 5.0 або 6.0                                                 | UVD 6.3                                                         | UVD 7                                                           | VCN 2.0                               | VCN 3.0                               |         |
| Кодування відео ASIC              | Н/Д               | Н/Д               | Н/Д               | Н/Д               | Н/Д               | Н/Д               | Н/Д                                     | Н/Д                                     | Н/Д                                     | Н/Д                                     | Н/Д                              | Н/Д                              | Н/Д                              | Н/Д                                | Н/Д                                | VCE 1.0                          | VCE 2.0                                                         | VCE 3.0 або 3.1                                                 | VCE 3.4                                                         | VCE 4.0                                                         | VCN 2.0                               | VCN 3.0                               |         |
| Fluid Motion ASIC                 | Ні                | Ні                | Ні                | Ні                | Ні                | Ні                | Ні                                      | Ні                                      | Ні                                      | Ні                                      | Ні                               | Ні                               | Ні                               | Ні                                 | Ні                                 | Ні                               | Так                                                             | Так                                                             | Так                                                             | Так                                                             | Ні                                    | Ні                                    |         |
| Power saving                      | ?                 | ?                 | ?                 | ?                 | ?                 | ?                 | ?                                       | ?                                       | ?                                       | ?                                       | PowerPlay                        | PowerPlay                        | PowerPlay                        | PowerPlay                          | PowerTune                          | PowerTune & ZeroCore Power       | PowerTune & ZeroCore Power                                      | PowerTune & ZeroCore Power                                      | PowerTune & ZeroCore Power                                      | PowerTune & ZeroCore Power                                      | ?                                     | ?                                     |         |
| TrueAudio                         | Н/Д               | Н/Д               | Н/Д               | Н/Д               | Н/Д               | Н/Д               | Н/Д                                     | Н/Д                                     | Н/Д                                     | Н/Д                                     | Н/Д                              | Н/Д                              | Н/Д                              | Н/Д                                | Н/Д                                | Н/Д                              | Через виділений ЦОС                                             | Через виділений ЦОС                                             | Через шейдери                                                   | Через шейдери                                                   | Через шейдери                         | ?                                     |         |
| FreeSync                          | Н/Д               | Н/Д               | Н/Д               | Н/Д               | Н/Д               | Н/Д               | Н/Д                                     | Н/Д                                     | Н/Д                                     | Н/Д                                     | Н/Д                              | Н/Д                              | Н/Д                              | Н/Д                                | Н/Д                                | Н/Д                              | 1 2                                                             | 1 2                                                             | 1 2                                                             | 1 2                                                             | 1 2                                   | 1 2                                   |         |
| HDCP                              | ?                 | ?                 | ?                 | ?                 | ?                 | ?                 | ?                                       | ?                                       | ?                                       | ?                                       | ?                                | ?                                | ?                                | ?                                  | ?                                  | ?                                | 1.4                                                             | 1.4                                                             | 1.4 2.2                                                         | 1.4 2.2                                                         | 1.4 2.2 2.3                           | ?                                     |         |
| PlayReady                         | Н/Д               | Н/Д               | Н/Д               | Н/Д               | Н/Д               | Н/Д               | Н/Д                                     | Н/Д                                     | Н/Д                                     | Н/Д                                     | Н/Д                              | Н/Д                              | Н/Д                              | Н/Д                                | Н/Д                                | Н/Д                              | Н/Д                                                             | Н/Д                                                             | 3.0                                                             | Ні                                                              | 3.0                                   | ?                                     |         |
| Підтримка екранів                 |                   |                   |                   |                   |                   | 1–2               | 2                                       | 2                                       | 2                                       | 2                                       | 2                                | 2                                | 2                                | 2–6                                | 2–6                                | 2–6                              | 2–6                                                             | 2–6                                                             | 2–6                                                             | 2–6                                                             | ?                                     | ?                                     |         |
| Макс. роздільна здатність дисплея | ?                 | ?                 | ?                 | ?                 | ?                 | ?                 | ?                                       | ?                                       | ?                                       | ?                                       | ?                                | ?                                | ?                                | 2–6 × 2560×1600                    | 2–6 × 2560×1600                    | 2–6 × 4096×2160 @ 60 Гц          | 2–6 × 4096×2160 @ 60 Гц                                         | 2–6 × 4096×2160 @ 60 Гц                                         | 2–6 × 5120×2880 @ 60 Гц                                         | 3 × 7680×4320 @ 60 Гц                                           | 7680×4320 @ 60 Гц PowerColor          | 7680×4320 @ 60 Гц PowerColor          |         |
| /drm/radeon                       |                   |                   |                   |                   |                   | Так               | Так                                     | Так                                     | Так                                     | Так                                     | Так                              | Так                              | Так                              | Так                                | Так                                | Так                              | Так                                                             | Н/Д                                                             | Н/Д                                                             | Н/Д                                                             | Н/Д                                   | Н/Д                                   |         |
| /drm/amdgpu h                     | Н/Д               | Н/Д               | Н/Д               | Н/Д               | Н/Д               | Н/Д               | Н/Д                                     | Н/Д                                     | Н/Д                                     | Н/Д                                     | Н/Д                              | Н/Д                              | Н/Д                              | Н/Д                                | Н/Д                                | Н/Д                              | Н/Д                                                             | Так                                                             | Так                                                             | Так                                                             | Так                                   | Так                                   | Так     |

1. ↑  The Radeon 100 Series has programmable pixel shaders, but do not fully comply with DirectX 8 or Pixel Shader 1.0. See article on R100's pixel shaders.
2. ↑  R300, R400 and R500 based cards do not fully comply with OpenGL 2+ as the hardware does not support all types of non-power of two (NPOT) textures.
3. ↑  OpenGL 4+ compliance requires supporting FP64 shaders and these are emulated on some TeraScale chips using 32-bit hardware.
4. 1 2 3  The UVD and VCE were replaced by the Video Core Next (VCN) ASIC in the Raven Ridge APU implementation of Vega.
5. ↑  Video processing ASIC for video frame rate interpolation technique. In Windows it works as a DirectShow filter in your player. In Linux, there is no support on the part of drivers and / or community.
6. 1 2  To play protected video content, it also requires card, operating system, driver, and application support. A compatible HDCP display is also needed for this. HDCP is mandatory for the output of certain audio formats, placing additional constraints on the multimedia setup.
7. ↑  More displays may be supported with native DisplayPort connections, or splitting the maximum resolution between multiple monitors with active converters.
8. ↑  DRM (Direct Rendering Manager) is a component of the Linux kernel. Support in this table refers to the most current version.